# Caldera del Diablo (cascada)
The Devil's Kettle —conocida en español como Caldera del Diablo— es una cascada en el río Brule, localizada en el parque estatal Judge C.R. Magney State Park, en el noreste de Minnesota, cerca de la frontera canadiense. Está formada por dos caídas adyacentes, una de las cuales se precipita en una sima.

## Descripción
La cascada se encuentra en el curso del río Brule, a 2,4 km aguas arriba de su desembocadura en el Lago Superior. Sobre un estrato de riolita, el río se bifurca antes de precipitar sus aguas en dos cascadas. La oriental tiene 15 m de altura, es subaérea y el agua continúa río abajo de forma normal. La rama occidental cae en un pozo a 3 m de su vértice, y el agua desaparece bajo la roca, aparentemente, sin resurgir de nuevo, lo que ha alimentado leyendas y posibles explicaciones para el fenómeno.

## Investigación
Según informes, los visitantes han arrojado palos, pelotas de ping pong e incluso un rastreador GPS en el pozo para tratar de localizar la salida del agua, sin resultados.
Se han propuesto varias hipótesis para tratar de explicar el fenómeno, sucesivamente descartadas. A diferencia de las rocas carbonatadas, donde se forman simas y cuevas por disolución, que pueden conducir el agua subterráneamente, las rocas ígneas no son solubles. 
Otra hipótesis valoraba la posibilidad de que el agua fluyese por un tubo de lava como los que existen en rocas basálticas, pero la lava riolítica que originó las rocas del parque es más viscosa que la lava basáltica, lo que impide su formación.
También fue descartada la posibilidad de que el agua aprovechase una falla como vía subterránea por la inexistencia de fallas en el lugar. De haberlas, sería improbable que una falla pudiera conducir todo el caudal que se desvía a través del pozo.
Finalmente, una medición de caudal desveló de forma indirecta el misterio, al poner de manifiesto que el caudal aguas arriba de la cascada es casi idéntico al que se mide poco más abajo de su base, lo que descarta su pérdida y sugiere que el agua se reincorpora al cauce bajo la corriente oriental, a poca distancia de la cascada.
Se planeó utilizar un tinte vegetal fluorescente a fin de localizar con precisión dónde se reúne el caudal, pero la dirección del parque desestimó autorizarlo considerando que no era científicamente necesario.